# 基多港縣
0°13′S 78°31′W / 0.217°S 78.517°W
基多港縣（西班牙語：Cantón Puerto Quito），是厄瓜多爾的縣份，位於該國北部，由皮欽查省負責管轄，始建於1996年4月1日，面積640.7平方公里，2001年人口17,100，人口密度每平方公里26.69人。